# Mama Cocha
Mama Cocha (en quechua: Mama Qucha, donde mama ʽmadreʼ y qucha ʽlaguna, cuerpo de aguaʼ) es la diosa de todas las aguas en la mitología y religión inca. Ella representaba al mar y sus mareas, se le identificaba con la misma agua de lluvia que cae para fertilizar la tierra, estaba relacionada con los lagos, ríos y las fuentes de agua, y se consideraba que los manantiales eran sus hijos.También era la diosa que representaba todo lo que era femenino y, del mismo modo, daba equilibrio al mundo conocido.

## Mitología
Mama Cocha habitaba el Uku Pacha (mundo de abajo) junto con otros dioses como Supay, el dios de la muerte, y Pachacamac, el dios de los temblores y los maremotos. Era una de las Cuatro Madres elementales; las otras tres eran la Pacha Mama (diosa de la Tierra), Mama Nina (diosa del fuego) y Mama Huayra (diosa del viento). En las tradiciones más extendidas, también era considerada la esposa de Viracocha, el dios creador con quien tuvo dos hijos: Inti (el dios solar) y Mama Quilla (la diosa lunar).Comúnmente se le rendía culto para calmar las aguas bravas (ejemplo: maremotos, tempestades, etc.) y para obtener buena pesca.
En otros mitos, Mama Cocha era la hija de Inti y Mama Quilla, y fue enviada desde el Hanan Pacha con su hermano, el Inca, para enseñar a las personas a vivir y a trabajar en paz y amor. Las personas, al conocerla, la reconocieron como su madre protectora y bajo su guía y la del Inca construyeron casas, caminos, templos y fortalezas. Así labraron la tierra, que al poco tiempo dio sus frutos.

## Culto
Mama Cocha era reverenciada especialmente a lo largo de toda la costa de los territorios actuales de Perú, Ecuador, sur de Colombia y norte de Chile; donde la pesca era (y es) esencial para la vida. También era venerada en los poblados cercanos a lagos y lagunas. 